# Gen Getsu
Gen Getsu (jap. 玄 月, eigentl. Gen Minehide (玄 峰豪), kor. Hangeul: 현 봉호, revidiert: Hyeon Bong-ho; * 10. Februar 1965 in Osaka) ist ein japanischer Schriftsteller koreanischer Abstammung (Zainichi).
Gen gewann 1998 mit Ikyō no otoshigo einen Literaturpreis und wurde im gleichen Jahr für den Akutagawa-Preis nominiert. Diesen erhielt er im Folgejahr für das Buch Kage no sumika. 2003 erschien Oshaberina inu.